# Groșii Țibleșului
Groșii Țibleșului é uma comuna romena localizada no distrito de Maramureș, na região histórica da Transilvânia. A comuna possui uma área de 123.4 km² e sua população era de 2146 habitantes segundo o censo de 2007.